# The Square (película de 2013)
The Square (en árabe: Al Midan) es un documental egipcio y estadounidense dirigido por Jehane Noujaim que muestra la crisis egipcia de 2011-2014 e inicia con la Revolución de 2011 en la Plaza de la Liberación. La película recibió una nominación a los premios Óscar en la categoría de «mejor largometraje documental» en su 86.ª edición. También ganó tres de los cuatro premios Emmy a los que estaba nominada en su 66.ª ceremonia.

## Lanzamiento
The Square se estrenó el 17 de enero de 2013 en el Festival de Cine de Sundance, donde ganó el premio del público de cine internacional en la categoría de documental. Había sido presentado en el mercado del Sheffield Doc/Fest del año anterior. Debido a que la Revolución egipcia se hallaba en curso, Noujaim, la directora, modificó el final de la película durante el verano de 2013. La película también ganó el premio del público en la misma categoría en el Festival Internacional de Cine de Toronto de 2013. La producción tiene el idioma nativo de sus actores y se presentó con subtítulos en inglés.
El largometraje se lanzó en Netflix y en ciertas localidades de Estados Unidos el 17 de enero de 2014. La versión final recibió modificaciones para adaptarse a los acontecimientos políticos antes de figurar en dicha plataforma.

## Recepción de la crítica
The Square recibió críticas muy positivas. Recibió un porcentaje de 100% en el sitio Rotten Tomatoes sobre la base de 66 reseñas, con una media ponderada de 8,43/10. En Metacritic, el largometraje recibió un puntaje de 84/100 basado en 21 críticas, lo que indica «aclamación universal».
A.O. Scott del New York Times comentó: «The Square, si bien registra el violento choque de las aspiraciones utópicas con las frías realidades políticas, no es una película desesperanzadora. Concluye con una resolución basada en la toma de conciencia de que el cambio histórico puede ser un proceso largo y lento». The Chicago Tribune la describió como «una mirada absorbente sobre las sucesivas series de revoluciones y contrarrevoluciones que han agitado Egipto desde el comienzo de 2011». The Washington Post la definió como «elegantemente filmada y estructurada, pero con energía brusca y espontánea; global en su contenido pero íntima en su acercamiento; cuidadosamente preparada pero emocionalmente devastadora; profundamente problemática pero a lo último aliviadora». Gregory Stephens, en un artículo para Bright Lights Film Journal, sugiere que el largometraje sobriamente «confirma que únicamente rara vez las revoluciones se salen de su curso para que un nuevo guion se pueda escribir. [...] Este distanciamiento, espontáneo y estilizado, es una buena copia y un buen teatro. Si esto podrá llevar o no a un nuevo guion sobre cómo el gobierno "del pueblo" sirve para cumplir con los intereses conflictivos de sus ciudadanos, está por verse».

### Premios
The Square recibió el premio del público al cine de documental internacional en el festival Sundance de 2013 y el premio a mejor película otorgado por la Asociación Internacional de Documentales. Fue nominada en la categoría de mejor documental en los Óscar de 2014. Además ganó tres Emmys, en las categorías de fotografía, dirección y edición sobresaliente en una filmación de no ficción, junto con el premio Tim Hetherington en el Sheffield Doc/Fest de 2013.

## Reparto
- Khalid Abdalla
- Dina Abdullah
- Magdy Ashour
- Sherif Boray
- Aida Elkashef
- Ramy Essam
- Ahmed Hassan
- Bothaina Kamel
- Khaled Nagy
- Ragia Omran
- Salma Saied
- Ahmed Saleh
- Pierre Seyoufr
- Ramy Shaath
- Timo de Jong
- Niels Verouden
- Jesse Dijksma
- Valesto
- Willie J
- TeamO
- Murk
- Zaid
- Abdala
- Brian Los
- Hesse
- Kjoenster
- Sneert
- Jaliun
- Shane